# 越中哲也
越中 哲也（えっちゅう てつや、1921年12月13日 - 2021年9月25日）は、長崎市出身の郷土史家。長崎歴史文化協会では理事長を務めていた。

## 略歴
長崎の民話「飴屋の幽霊」（毎年8月16日が御開帳日となる「産女の幽霊像」も光源寺で保管）の話の舞台になった光源寺の息子として生まれる。長崎県立長崎中学校、龍谷大学文学部仏教学科卒業後、徴兵され戦地へ。復員直後、焼け残った県立図書館に通っていたところ古賀十二郎、渡辺庫輔、片岡弥吉、林源吉、永島正一などの郷土史家に出会ったことが契機となり、自身も郷土史研究の道を歩むことになる。1955年（昭和30年）に長崎市職員となり、長崎市立博物館に学芸員として勤務、1974年（昭和49年）館長に就任。
定年退職の翌年にあたる1982年（昭和57年）、長崎歴史文化協会を設立し理事となり現在に至る。1983年（昭和58年）、当時の純心女子短期大学英米文化科教授に就任し1996年（平成8年）3月まで務めた。1998年（平成10年）、長崎純心大学長崎学研究所の研究員となる。2001年（平成13年）、母校龍谷大学から第12回龍谷賞を受賞。長崎の様々な文化に関する研究を行い、テレビやラジオなどのメディアにも出演し、長崎の生き字引と称され、市民からは「越中先生」と呼ばれて親しまれていた。
2021年9月25日朝、老衰のため長崎市の病院で死去。99歳だった。12月で100歳を迎えることから記念のくんち手ぬぐいも準備されたところだった。死去に伴い、長崎市長の田上富久からもお悔やみのコメントが発表された。

## エピソード
『長崎ぶらぶら節』にも登場する長崎学の第一人者、古賀十二郎の孫弟子にあたる。長崎では長崎くんちや精霊流しの季節になると、解説者としてテレビ（主に長崎放送）に出演していた。
長崎市内での知名度は高く、町を歩いたり路面電車に乗ったりするだけで見知らぬ相手から声を掛けられ挨拶をされていた。
毎年精霊流し中継で解説の際、「来年は、私が精霊流しの船に乗ります」という趣旨の言葉で番組を締めるのが恒例となっていた。2019年8月の放送でテレビ解説からの引退を表明するまで、約40年間に渡り出演していた。
ローカル放送のコマーシャル出演実績もあるほか、長崎歴史文化観光検定のテキスト本の総監修も務めている。2011年からはNHK長崎放送局『でんでらフライデー』のご意見番としても出演した。

## 著書
- 『若宮稲荷神社史』若宮迅社奉讃会 1975年
- 『長崎の西洋料理―洋食のあけぼの』第一法規出版 1982年
- 『長崎のべっ甲』長崎鼈甲商工協同組合 1983年

### 編著共著
- 『江戸時代図誌 25 長崎・横浜』大戸吉古共編 筑摩書房 1976
- 『写真集明治大正昭和長崎―ふるさとの想い出50』白石和男共編 国書刊行会 1979年
- 『長崎春徳寺史』(編)春徳寺 1981年
- 『長崎の美術・工芸―長崎文化史序説』(編著)蝸牛社 1981年
- 『光源寺史』共著 光源寺 1983年
- 『慶応元年明細分限帳』（編）長崎歴史文化協会 1985年
- 『目で見る長崎市の100年』岡林隆敏,堺屋修一共監修 郷土出版社 2002年
- 『長崎学への道案内』原田博二,石川雄一,長岡信治,山口純哉共監修 長崎文献社 2007年

### 校注
- 『長崎文献叢書 第2集 第1巻 長崎古今集覧名勝図絵』石崎融思 [著] 註解 長崎文献社 1975年
- 『長崎文献叢書 第2集 第5巻 寛宝日記と犯科帳』森永種夫共校著 長崎文献社 1977年